# Acanthobemisia
Acanthobemisia is een geslacht van halfvleugeligen (Hemiptera) uit de familie witte vliegen (Aleyrodidae), onderfamilie Aleyrodinae.
De wetenschappelijke naam van dit geslacht is voor het eerst geldig gepubliceerd door Takahashi in 1935. De typesoort is Acanthobemisia distylii.

## Soorten
Acanthobemisia omvat de volgende soorten:
- Acanthobemisia distylii Takahashi, 1935
- Acanthobemisia indicus Meganathan & David, 1994